# La Lepre edizioni
La Lepre edizioni è una casa editrice italiana. È stata un medio editore dal 2009 al 2012, pubblicando oltre 10 titoli l'anno.

## Storia
È stata fondata a Roma nel 2007 dai fratelli Alessandro e Sabina Orlandi. I primi libri sono la traduzione con commento di Iliade e Odissea, quindi il romanzo di Luigi De Pascalis La pazzia di Dio sul passaggio tra la cultura contadina a quella industriale. E poi biografie di personaggi del passato: Galileo, Kepler, Newton,  Casanova, Ipazia (oltre 50 000 copie), Pitagora. In seguito ha ampliato il settore pubblicando libri sulla tradizione spirituale occidentale e orientale.
Nel 2012 la graphic novel Pinocchio ha vinto il premio "Pinocchio di Carlo Lorenzini". Nello stesso anno, Pietro del Re ha vinto il premio "Portus" per la narrativa con Giallo umbro. Nel 2016 Luigi De Pascalis ha vinto il premio Acqui per "Notturno bizantino" per il miglior romanzo storico.
Durante il Premio Capalbio 2017, la casa editrice e gli autori Annarosa Mattei e Domitilla e Marco Calamai De Mesa hanno ricevuto un Premio Speciale per l'editoria.

## Collane
- Visioni - collana di letteratura contemporanea.
- I Saggi - collana di saggi che affrontano temi di attualità, scienza e filosofia in chiave critica e innovativa.
- Il Giullare - collana di libri umoristici, dalla fine dell'Ottocento ai nostri giorni.
- Ta Wil - collana relazionata ai simboli e agli archetipi delle fiabe.
- Wu Wei - collana è rivolta a chi è interessato alla storia delle religioni e a testi sulla spiritualità sia dal punto di vista storico, che da quello del proprio percorso.
- Fantastico Italiano - collana di storie fantastiche e inquietanti che hanno radici nella nostra cultura.